# Treigny-Perreuse-Sainte-Colombe
Treigny-Perreuse-Sainte-Colombe ist eine französische Gemeinde mit 1.076 Einwohnern (Stand: 1. Januar 2022) im Département Yonne in der Region Bourgogne-Franche-Comté. Sie gehört zum Arrondissement Auxerre und zum Kanton Vincelles.
Sie entstand mit Wirkung vom 1. Januar 2019 als Commune nouvelle durch die Zusammenlegung der bisherigen Gemeinden Treigny und Sainte-Colombe-sur-Loing, die seither in der neuen Gemeinde den Status einer Commune déléguée haben. Gleichzeitig wurde auch der früheren Gemeinde Perreuse, die bereits seit 1972 als Commune associée mit Treigny verbunden war, der Status als Commune déléguée zuerkannt. Das Verwaltungszentrum befindet sich im Ort Treigny.

## Gliederung
| Ortsteil                   | ehemaliger INSEE-Code | Fläche (km²) | Einwohnerzahl 2016 |
| -------------------------- | --------------------- | ------------ | ------------------ |
| Treigny (Verwaltungssitz)  | 89420                 | 52,70        | 746                |
| Perreuse                   | 89293                 | 52,70        | 060                |
| Sainte-Colombe-sur-Loing00 | 89340                 | 14,76        | 201                |

## Lage
Nachbargemeinden sind Moutiers-en-Puisaye im Norden, Saints-en-Puisaye und Thury im Nordosten, Lainsecq im Osten, Sainpuits im Südosten, Bouhy im Süden, Dampierre-sous-Bouhy im Südwesten und Saint-Amand-en-Puisaye im Westen.